# زرشكي (أبرشيوة)
زرشكي (بالفارسية: زرشکی) هي قرية تقع في إيران في قسم أبرشيوة الريفي (مقاطعة دماوند).